# Cédric Amafroi-Broisat
 (décembre 2013).
Si vous disposez d'ouvrages ou d'articles de référence ou si vous connaissez des sites web de qualité traitant du thème abordé ici, merci de compléter l'article en donnant les références utiles à sa vérifiabilité et en les liant à la section « Notes et références ».
Cédric Amafroi-Broisat est un skieur alpin handisport français, né le 11 septembre 1977 à Sallanches, installé à Chamonix.

## Carrière
Cédric Amafroi-Broisat commence le ski à deux ans et demi, puis la compétition à l’âge de 7 ans. Mais le 22 novembre 1993, il est victime d’un accident de la circulation le laissant amputé tibial. Il reprend le ski en 1994 et la compétition en handisport en 1995.
Dès 1995, Cédric participe à ses premiers championnats de France et commence une belle carrière internationale avec l’équipe de France handisport en ski debout. Il est détenteur de multiples titres de champion de France, vainqueur de plusieurs courses internationales et récemment médaillé de bronze au championnat du monde de Super Combiné en février 2013
En 2006, parallèlement à sa carrière de sportif de haut niveau, Cédric intègre le dispositif Athlètes SNCF en tant que chargé de missions commerciales à Annecy.
Il poursuit ses études en 2012 au CESNI, Centre d'Études des Sportifs Nationaux et Internationaux (École membre de l'INSEEC U.), puis intègre en 2013 l'école de management EM Lyon Business School.

## Palmarès

### Championnat du monde
- Médaille de Bronze en Super Combiné - 2012/2013

### Coupe du monde
- Premier en Super Géant - 2001/2002

### Coupe d'Europe
- Médaille d’or en Slalom - 2010/2011
- Médaille d’argent en Super Géant - 2010/2011
- Médaille de bronze en Géant et Super Géant– 2009/2010
- Médaille d’argent en Slalom et Super Combiné – 2009/2010
- Médaille d’or en Slalom 1 et 2 – 2008/2009
- Médaille d’or en Géant 1 et 2 – 2008/2009
- Médaille d’or en Slalom 1 et 2 – 2007/2008
- Médaille d’argent en Slalom – 2006/2007
- 2 médailles de bronze en Slalom – 2005/2006
- Médaille d’argent en Super Géant et Slalom– 2002/2003
- Médaille de bronze en Géant – 2002/2003
- Médaille d’or en Géant – 2001/2002
- Médaille de bronze en Super Géant – 2001/2002
- Médaille d’argent en Slalom – 2000/2001

### Championnat de France
- Médaille d’or en Super Géant, Super Combiné et Slalom - 2014/2015
- Médaille d’or en Slalom et Skicross - 2013/2014
- Médaille d’argent en Slalom et Géant - 2011/2012
- Médaille d’or en Slalom et Super Combiné - 2009/2010
- Médaille d’argent en Géant - 2009/2010
- Médaille d’or en Géant, Super Géant et Super Combiné – 2008/2009
- Médaille d’or en Slalom – 2006/2007
- Médaille d’argent en Géant et Super Combiné – 2006/2007
- Médaille d’argent en Slalom et Super Combiné – 2005/2006
- Médaille de Bronze en Géant et Descente– 2005/2006
- Médaille d’argent en Descente, Super Géant et Slalom– 2004/2005
- Médaille d’or en Descente – 2003/2004
- Médaille d’argent en Slalom – 2003/2004
- Médaille de bronze en Géant et Super Géant – 2003/2004
- Médaille d’argent en Descente – 2002/2003
- Médaille de bronze en Géant et Slalom – 2002/2003
- Médaille d’or en Slalom – 2001/2002
- Médaille d’argent en Descente – 2001/2002
- Médaille de bronze en Géant – 2001/2002
- Médaille d’argent en Géant – 2000/2001
- Médaille de bronze en Slalom et Super Géant – 2000/2001
- Médaille d’argent en Géant – 1999/2000
- Médaille de bronze en Descente et Slalom – 1999/2000
- Médaille d’or en Slalom – 1998/1999
- Médaille d’argent en Super Géant – 1998/1999
- Médaille de bronze en Géant – 1998/1999
- Médaille d’or en Slalom – 1997/1998
- Médaille d’argent en Super Géant – 1997/1998
- Médaille de bronze en Géant et Descente – 1997/1998
- Médaille d’or en Descente, Géant et Super Géant – 1996/1997
- Médaille de bronze en Slalom – 1996/1997
- Médaille d’or en Descente, Super Géant et Slalom – 1995/1996
- Médaille d’or en Descente, Super Géant et Slalom – 1994/1995